# ル・ポール (レユニオン)

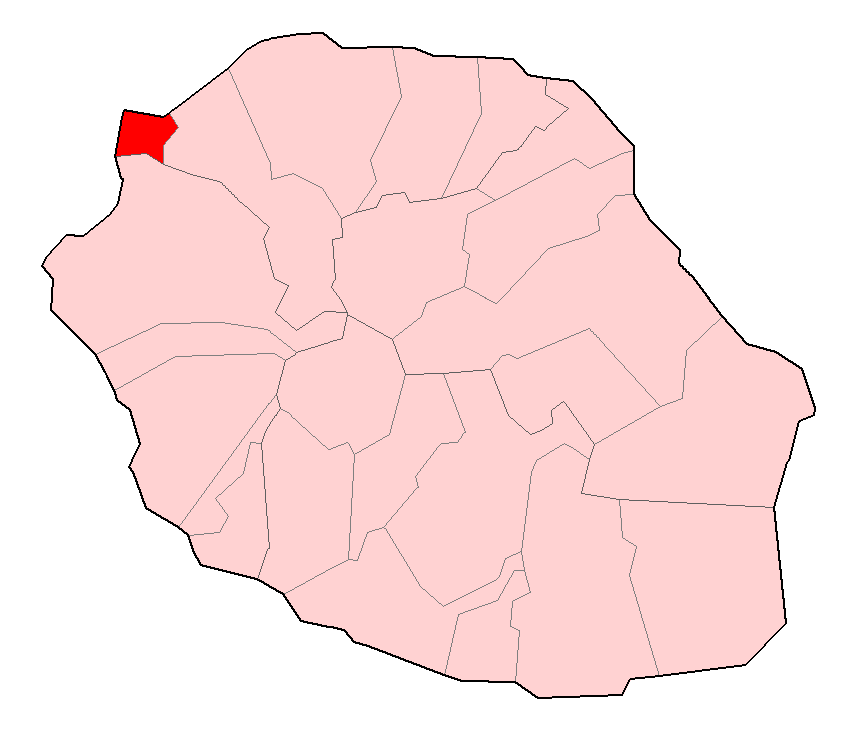
ル・ポールの位置

ル・ポール（Le Port）は、フランス海外県レユニオンのコミューン。レユニオン島の北西端に位置する。人口は38412人（1999年国勢調査）。
政治的にはレユニオン共産党の基盤であり、投票の大部分を共産党が獲得している。党機関紙であるTemoignagesの本部も、ル・ポールにおかれている。
ル・ポールは以下の街と姉妹都市となっている。
- ダーバン, 南アフリカ[2][3]
- トアマシナ, マダガスカル[2]
- ポートルイス, モーリシャス[2]
- ケリマネ, モザンビーク[2]